# Futuwwa
Pour les articles homonymes, voir Al-Futuwwa.

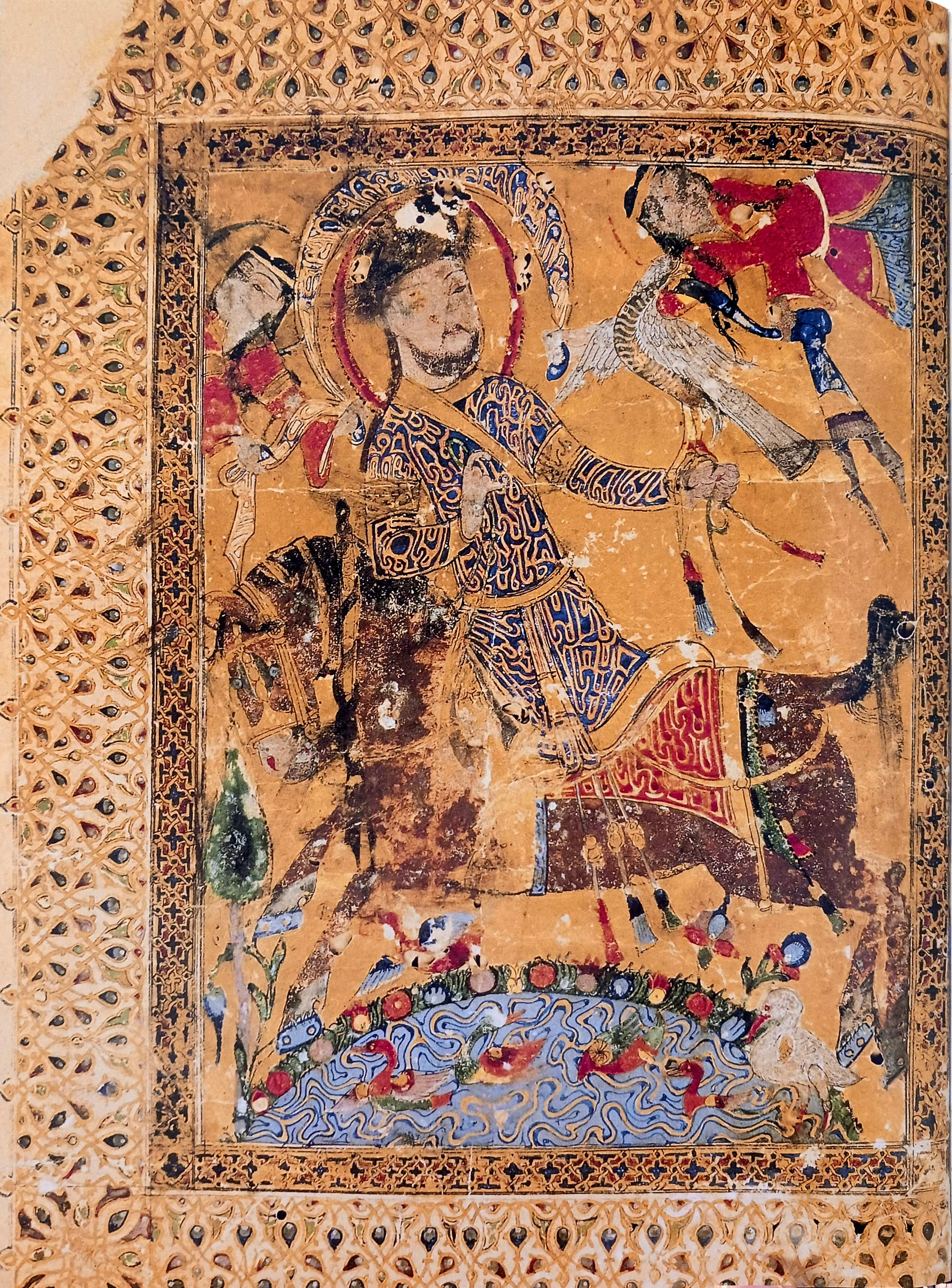
Miniature du Livre des Chansons, v. 1218.

La futuwwa, aussi transcrit futuwa, futuwah (en arabe : فتوة) est un mot arabe classique (au féminin dans l'usage français) désignant à la fois un modèle de comportement, souvent comparé à la chevalerie occidentale, et une association de jeunes braves se réclamant de ce modèle. Dans le soufisme, ce terme peut désigner un modèle d'engagement spirituel. À l'époque contemporaine, il a été appliqué à divers groupes culturels, politiques ou paramilitaires, mais aussi à des gangs urbains. Dans la culture populaire arabe, un futuwwa (au masculin en français) peut être un fier-à-bras, un caïd de quartier.

## Origines

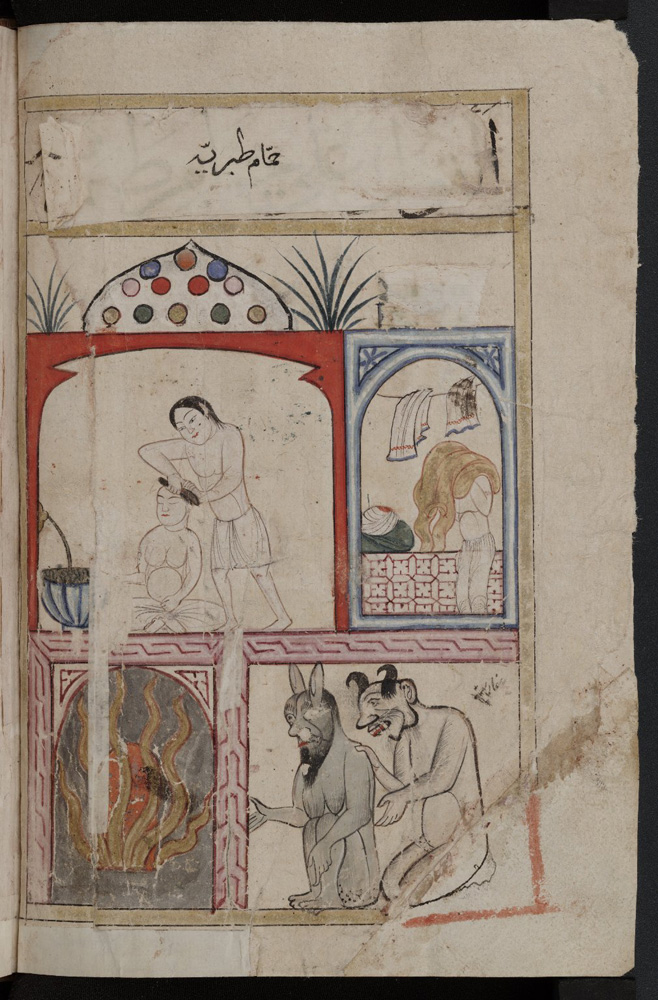
Jeunes hommes aux bains épiés par des démons, miniature du Livre des Merveilles, v. 1390-1450.

En arabe ancien, la futuwwa désigne l'état de jeune homme (fatā, pluriel fityan) jusqu'à l'âge de 40 ans, sans qualité morale particulière ; le terme apparaît plusieurs fois dans le Coran. Ce n'est qu'à partir du VIIIe siècle que se développe un modèle du fatā comme homme arabe idéal dont l'exemple souvent cité est le poète préislamique Hatem at-Ta'i, renommé pour sa générosité. Ali ibn Abi Talib, gendre de Mahomet, est aussi cité pour sa futuwwa,.
Au IXe siècle, Abū al-Fātik esquisse une première définition du fatā à partir de son comportement à table. Le Livre des Chansons (Kitâb al-Aghânî), compilé en Syrie au Xe siècle et qui devient un classique de la culture arabe, met en scène des groupes de jeunes hommes qui se réunissent pour boire, s'amuser et contester les autorités locales : bien que le mot « futuwwa » n'y figure pas explicitement, ce recueil devient une référence pour de tels groupes.
Selon Louis Gardet, la futuwwa, à l'origine, n'est pas tant une « chevalerie » comme on la définit souvent qu'un mouvement contestataire de la jeunesse arabe et iranienne musulmane, un « pacte d'honneur » entre des jeunes hommes avec « l'élan de courage, de générosité, la recherche d'une camaraderie vécue, et aussi l'imprévoyance du lendemain, la contestation permanente, qui la caractérisent ». À côté de nombreux textes qui célèbrent l'esprit de ces associations de jeunesse, d'autres déplorent leurs mœurs débridées et leurs exactions : certaines sont d'authentiques bandes de hors-la-loi, intégrant d'anciens soldats ou des malfaiteurs. Il arrive aussi qu'elles soient infiltrées par des groupes extrémistes comme les ismaïliens. Dans des grandes villes comme Bagdad, les fityan peuvent prélever des « taxes de protection » sur les commerçants ou participer à des émeutes. La futuwwa est indépendante des appartenances tribales, familiales, politiques ou ethniques et ce n'est qu'à partir du XIIIe siècle que le califat abbasside entreprend de créer une futuwwa de cour en y intégrant les émirs vassaux ou alliés.

## Diffusion dans le monde musulman
Le calife abbasside An-Nasir, en 1182, est initié à une confrérie de futuwwa. Il en diffuse le modèle en distribuant des vêtements de futuwwa à différents dignitaires de la région. Il considère la futuwwa comme un moyen pour raffermir son autorité et resserrer les liens entre musulmans, particulièrement entre sunnites et chiites. Il est encouragé dans cette voie par son conseiller, le cheikh al-Islam et philosophe mystique Sohrawardi. An-Nasir envoie les insignes de la futuwwa à plusieurs princes zengides, au sultan ayyoubide Al-Adel en 1203 et à ses neveux, à plusieurs princes seldjoukides de Roum. Certains de ses successeurs continuent cette politique en envoyant des vêtements de futuwwa à des personnages dont ils attendent le soutien contre les croisés ou les Mongols. Baybars, capitaine des mamelouks devenu souverain du sultanat mamelouk d'Égypte, est admis comme membre d'une futuwwa en 1265.

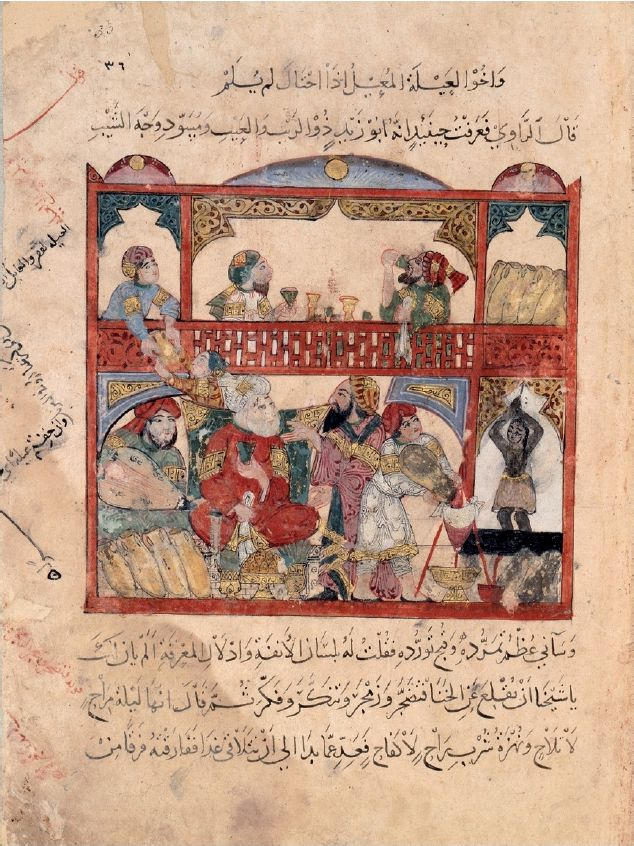
Image d'un festin, Irak, 1237.

Cette futuwwa liée au pouvoir princier ne fait pourtant pas disparaître l'ancienne futuwwa populaire qui subsiste dans le milieu des artisans et gens de métier. En Anatolie, la futuwwa, sous le nom d'Akhiyat al-Fityan (« confrérie de la jeunesse »), devient un élément important de la vie sociale du sultanat seldjoukide. Ibn Battûta, qui parcourt la région au début du XIVe siècle, trouve des confréries de futuwwa installées dans les principales villes : leurs membres collectent de l'argent pour acheter à manger et à boire, donner l'hospitalité aux voyageurs, organiser des banquets accompagnés de discussions religieuses, chants et danses. En fonction des conditions locales, les futuwwa peuvent avoir un rôle pacifique pour encourager le commerce et les pratiques mystiques du soufisme mais aussi organiser des razzias dans le Dar al-Harb, le territoire non musulman où le pillage est autorisé par la charia, ou participer à la défense de leur cité menacée. Il arrive aussi qu'elles se chargent de maintenir l'ordre dans la ville et de négocier avec les dirigeants étrangers.
Certaines confréries deviennent des foyers du soufisme et développent ses pratiques ésotériques accompagnées de chants et de danses. Sous le sultan ottoman Orhan (de 1326 à 1362), les théologiens des confréries sont encouragés à débattre publiquement avec les représentants chrétiens dans l'espoir de les convertir à l'islam.
Après l'unification des beylicats d'Anatolie par les Ottomans, les confréries, soupçonnées d'hérésie et de rébellion, perdent de leur influence sociale. Cependant, elles servent de modèle à l'organisation des guildes professionnelles.

## Usage mystique

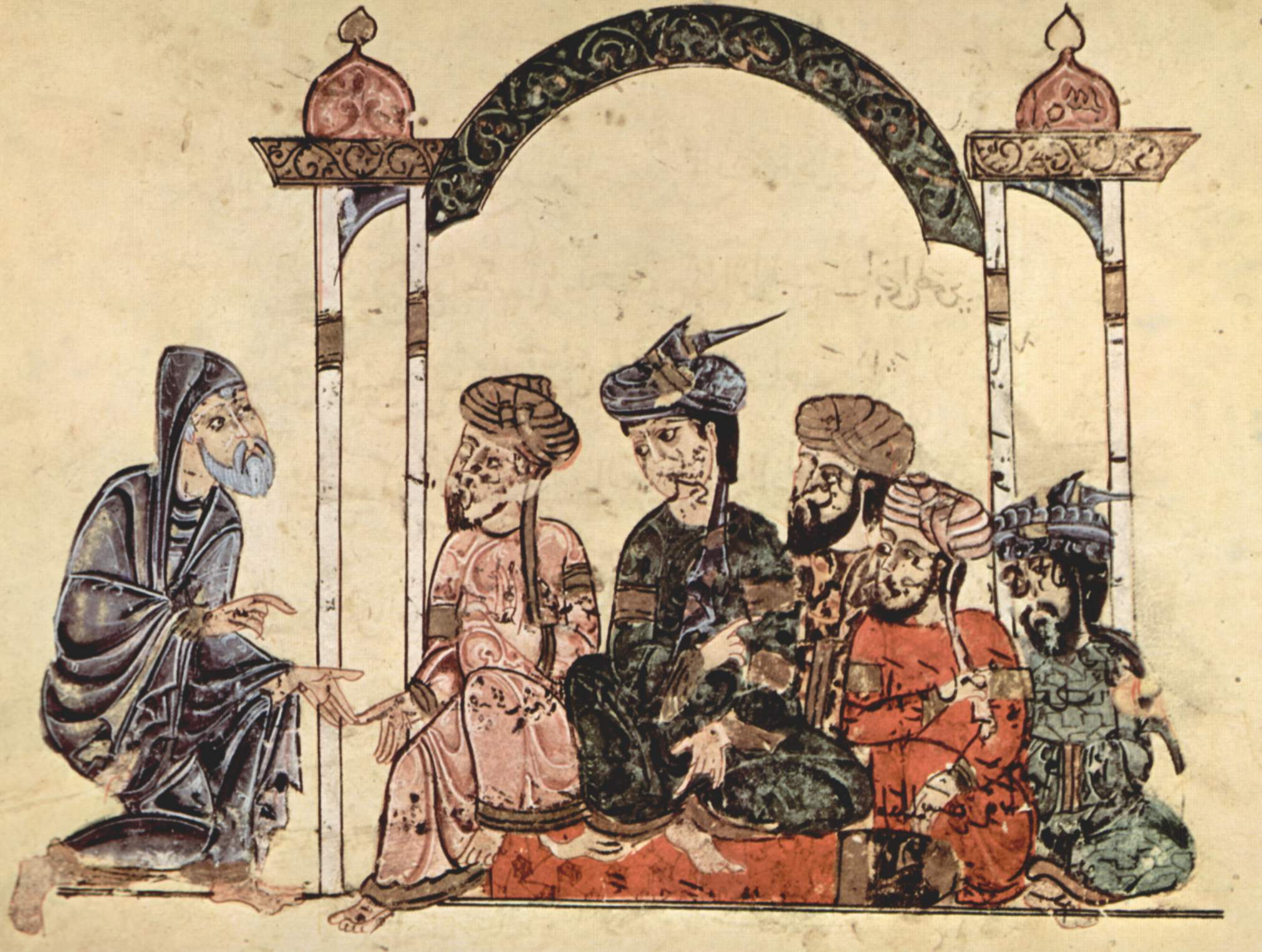
Maître soufi devant une réunion de disciples, v. 1222.

Plusieurs maîtres du soufisme ont écrit sur la voie mystique de la futuwwa dont al-Sarraj de Tous (mort en 937) et Abū Abd al-Rahman al Sulami (932-1021), né à Nishapur, tous deux de la province iranienne de Khorassan.
Ibn Arabi (1165-1240), un des principaux maîtres du soufisme, est un descendant de Hatem at-Ta'i ; son œuvre ésotérique développe le modèle du fatā, qu'on peut traduire par « jeune héros » et d'où dérive futuwwa. Une de ses visions s'ouvre par une rencontre avec un fatā silencieux près de la Kaaba, la maison sacrée construite par Ibrahim (Abraham) considéré comme un des prophètes précurseurs de l'islam. Cette rencontre, chargée de symboles et de références coraniques, est une initiation aux secrets sacrés. Ibn Arabi, dans un de ses poèmes, présente le fatā, modèle de générosité héroïque et d'abnégation, comme « celui qui défend par-dessus tout le droit de Dieu et celui du Prophète ».

## Usage politique
À l'époque contemporaine, le nom de futuwwa est adopté par plusieurs associations culturelles, politiques ou paramilitaires. Le groupe Al-Futuwwa est un mouvement de jeunesse nationaliste arabe créé dans la Palestine sous mandat britannique par le grand mufti Mohammed Amin al-Husseini. Dans le royaume d'Irak, Al-Futuwwa est un groupe nationaliste arabe antisémite fondé en 1935, encouragé par le ministre Younis al Sabawi et qui prend part au Farhoud (pogrom) des Juifs de Bagdad en juin 1941,.

## Culture des gangs

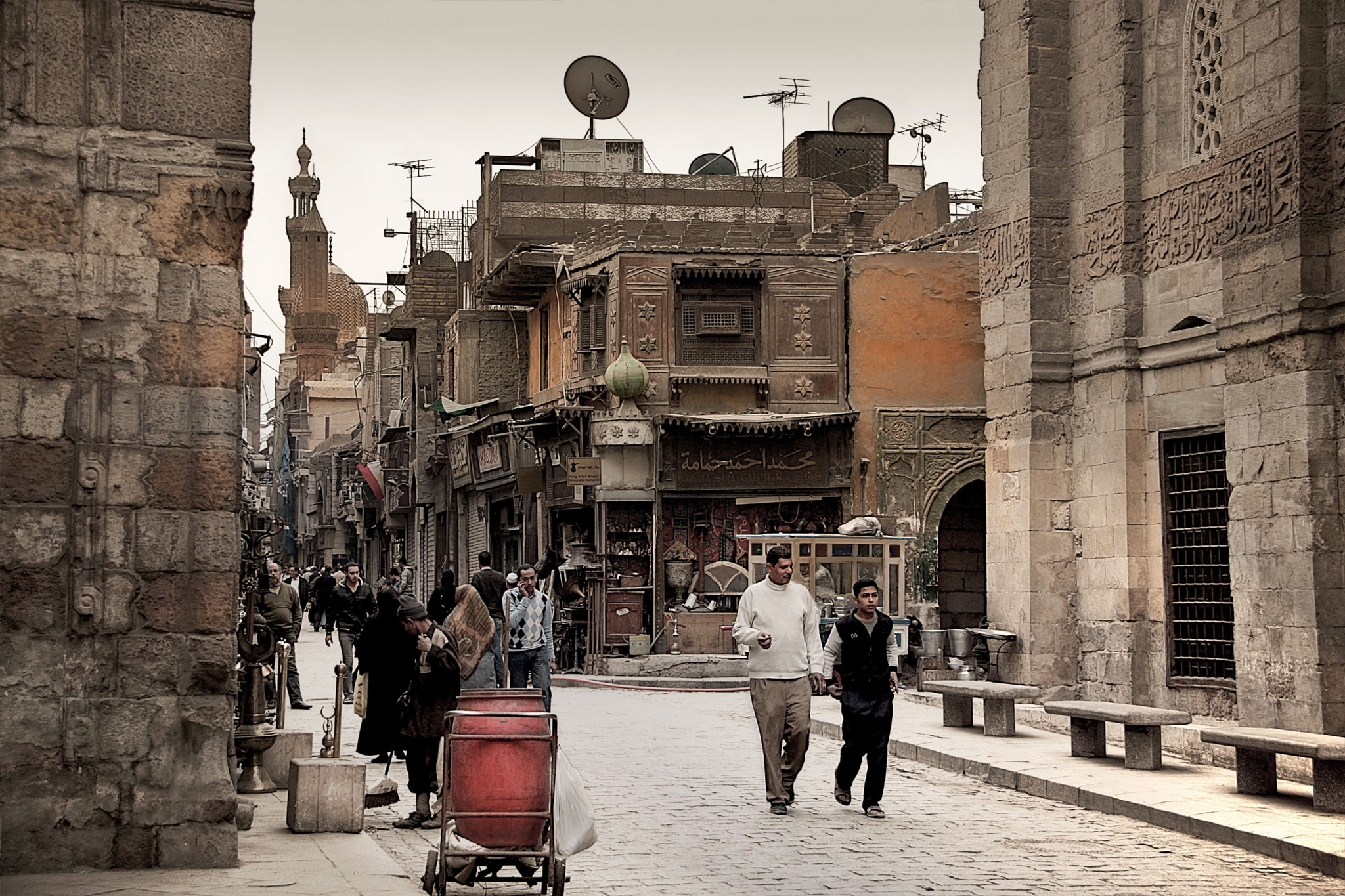
Quartier populaire du Caire en 2010.

Dans la culture populaire urbaine du XXe siècle, en Égypte, le futuwwa (au masculin en français) est « le jeune fier-à-bras et immanquablement chef de bande, épaulé par de jeunes voyous attendant leur tour pour s'imposer dans le monde de l'esclandre ». Il est respecté pour sa force, son goût de la bagarre et ses exploits supposés, fait figure de bandit d'honneur et protège son quartier contre ses rivaux mais il est aussi redouté et peut se retourner contre les siens. Dans une grande ville comme Le Caire, les quartiers chauds comme Boulaq, Munira, 'Ishash al-Turguman ou la place Ramsès sont traditionnellement le domaine de la fatwana, la culture des gangs souvent liée au trafic de drogue : selon son insertion plus ou moins réussie dans le tissu social du quartier, le futuwwa fait figure de protecteur ou de délinquant. Dans les années 1980, l'exode rural amène de nombreux migrants de Haute-Égypte qui forment des bandes avec leurs propres pratiques de violence tandis que les grands travaux comme ceux de la gare Ramsès, sur la place du même nom, bouleversent les équilibres fragiles des quartiers populaires. Les futuwwa sont confrontés à la pression des autorités mais aussi des groupes islamistes violents de la Gamaa al-Islamiya : certains arrivent à conserver leur indépendance et le code d'honneur de la fatwana classique alors que d'autres se rallient aux islamistes. Embabeh, banlieue du Caire en face de Boulaq, est un des principaux terrains d'affrontement entre bandes.
Bien que les valeurs de la fatwana soient liées à la virilité, il arrive exceptionnellement qu'une femme soit reconnue comme futuwwa : ainsi, Inâs al-Dhâkar, une marchande de légumes d'Embabeh, est une figure respectée dans son quartier pour avoir défendu son frère à coups de couteau. Elle devient la protectrice attitrée de plusieurs centaines de commerçants informels qui lui paient une redevance et qu'elle défend contre les délinquants et les services d'aménagement urbain. De façon plus fréquente, un caïd délogé de son quartier d'origine aboutit dans une nouvelle banlieue où il n'a pas d'attaches familiales ou amicales avec les habitants : il tombe alors dans le rançonnage pur et simple en oubliant sa contrepartie, la protection et la redistribution des richesses attendus du futuwwa. Enfin, un caïd peut se ranger sous la bannière de la Gamaa-al-Islamiya et adapter ses pratiques en leur donnant une teinture militante : il se laisse pousser la barbe, embauche quelques jeunes sans ressources, rackette les commerçants pour financer la cause, attaque les clubs vidéo et les fêtes de mariage en invoquant la morale islamique.

## Dans la fiction
Le roman La Chanson des gueux (Malḥamat al-ḥarāfīs̆) de Naguib Mahfouz, publié en 1977, relate sur le mode légendaire l'histoire d'un quartier populaire du Caire à travers l'« épopée » (malḥamat) d'Ashur al-Nagi et de ses descendants devenus les protecteurs du petit peuple, puis ses exploiteurs et complices des riches marchands, selon qu'ils suivent ou abandonnent le code d'honneur de la futuwwa.
Dans le cinéma égyptien, le film de gangsters se développe à partir des années 1950. Le futuwwa peut être montré dans son rôle traditionnel de protecteur des pauvres gens, comme dans Malḥamat al-ḥarāfīs̆ de Houssam Eddine Mostafa (1986), tiré du roman éponyme de Naguib Mahfouz, mais le plus souvent, il apparaît comme une brute ou un racketteur, comme dans Futuwat al-Hussainiya (« Les caïds de Hussainiya ») de Niazi Mostafa en 1954, Al-Futuwa (« Le caïd ») de Salah Abou Seif en 1957 ou Futuwat al-Jabal (« Les caïds de la montagne ») de Nader Galal (en) en 1982. Dans l'espace urbain du Caire, la « montagne » désigne les arcades du boulevard périphérique en construction, refuge habituel des marginaux, délinquants et hors-la-loi.

## Parallèle iranien
La javānmardi (en) iranienne, en persan « l'état de jeune homme », a connu une évolution parallèle à celle de la futuwwa arabe, passant du vocabulaire du soufisme à celui du zurkhaneh (lutte traditionnelle) pour finalement s'appliquer au louti, voyou urbain bagarreur et redresseur de torts. Dans le cinéma iranien, le film Dash Akol de Massoud Kimiai (1971), adapté de la nouvelle éponyme de Sadegh Hedayat dans le recueil Trois Gouttes de sang, met en scène un personnage de louti vieillissant et justicier qui protège une jeune fille contre la cupidité de son entourage.

## Sources et bibliographie
- (en) Cet article est partiellement ou en totalité issu de l’article de Wikipédia en anglais intitulé « Futuwwa » (voir la liste des auteurs) dans sa version du 9 septembre 2021.
- Michel Chodkiewicz, Le paradoxe de la Ka'ba, Revue de l'histoire des religions, 2005/4
- Louis Gardet, Les hommes de l’Islam: approche des mentalités, Complexes, Bruxelles, 1999
- Rachel Goshgarian, Beyond the social and the spiritual: Redefining the urban confraternities of late medieval Anatolia, PhD diss., Harvard University, 2008
- Rachel Goshgarian, "Opening and Closing: Coexistence and Competition in Associations Based on Futuwwa in Late Medieval Anatolian Cities", British Journal of Middle Eastern Studies, 40, 2013, p. 36–52.
- Patrick Haenni, L'ordre des caïds, conjurer la dissidence urbaine au Caire, Karthala, 2005
- Angelika Hartmann, An-Nasir li-Din Allah (1180–1225): Politik, Religion, Kultur in der späten ‘Abbāsidenzeit, Cambridge University, 2009,
- Oliver Leaman, Companion Encyclopedia of Middle Eastern and North African Film, Routledge, 2003, réed. 2014
- Al Sulami, Futuwah : Traité de chevalerie soufie, trad. de l'arabe, introduction et notes par Faouzi Skali, Albin Michel, 1989